# Brigach

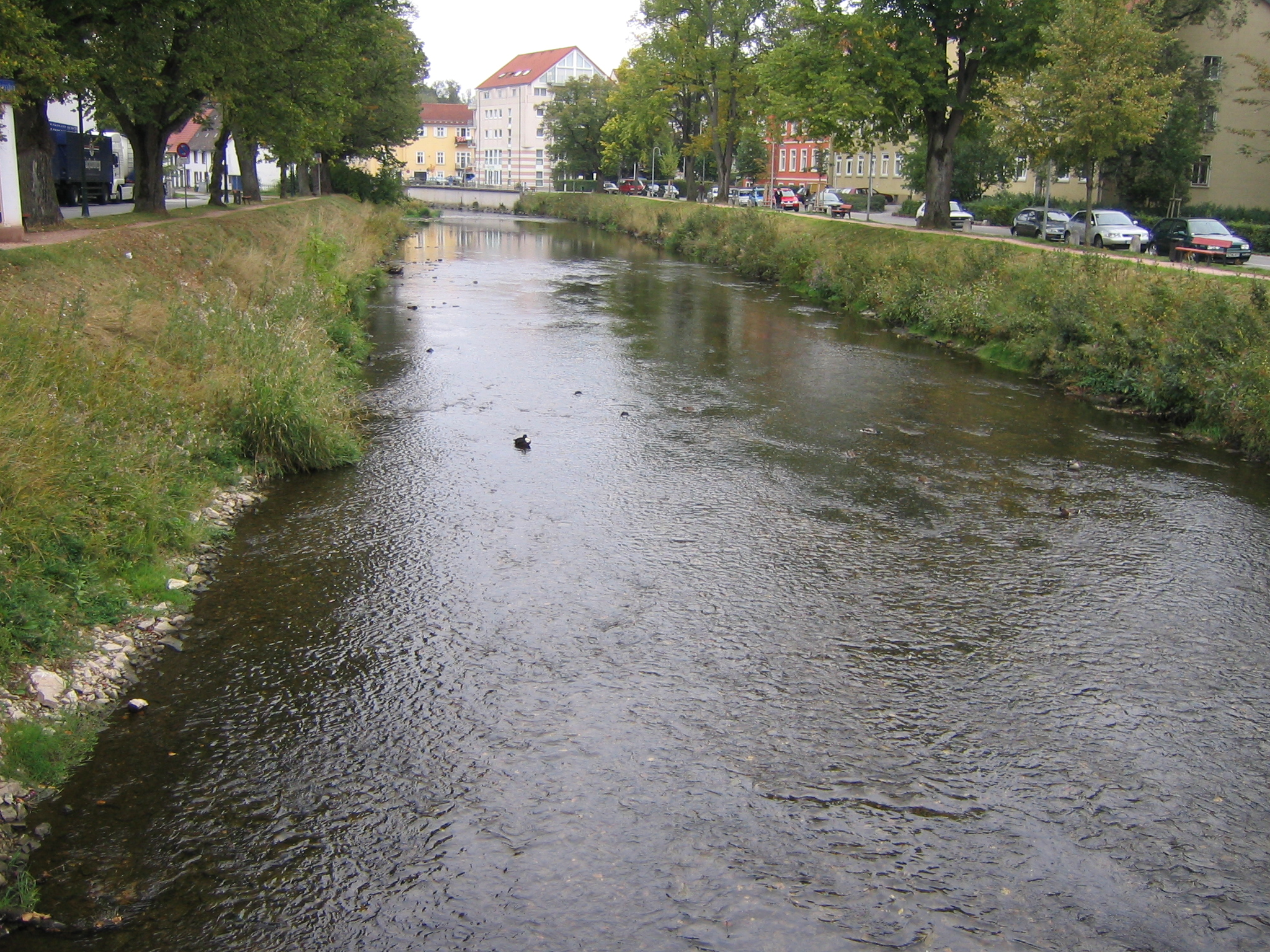
Il Brigach a Donaueschingen

Il Brigach (in alemanno Brig) è un fiume tedesco del Baden-Württemberg. Il più corto dei due rami che formano il Danubio, nasce a 925 m s.l.m. presso St. Georgen nella Foresta Nera. Lungo il suo corso si trova la città di Villingen-Schwenningen; dopo 43 chilometri il fiume si unisce al Breg a Donaueschingen a formare il Danubio (672 m s.l.m.).